# Vy-lès-Lure
Vy-lès-Lure település Franciaországban, Haute-Saône megyében. Lakosainak száma 714 fő (2022. január 1.). Vy-lès-Lure Amblans-et-Velotte, Arpenans, Les Aynans, Magny-Vernois, Mollans és Vouhenans községekkel határos.

## Népesség
A település népessége az elmúlt években az alábbi módon változott:
| Lakosok száma | 673  | 665  | 683  | 676  | 690  | 704  | 709  | 707  | 714  |
|               | 2013 | 2015 | 2016 | 2017 | 2018 | 2019 | 2020 | 2021 | 2022 |